# 西播磨県民局

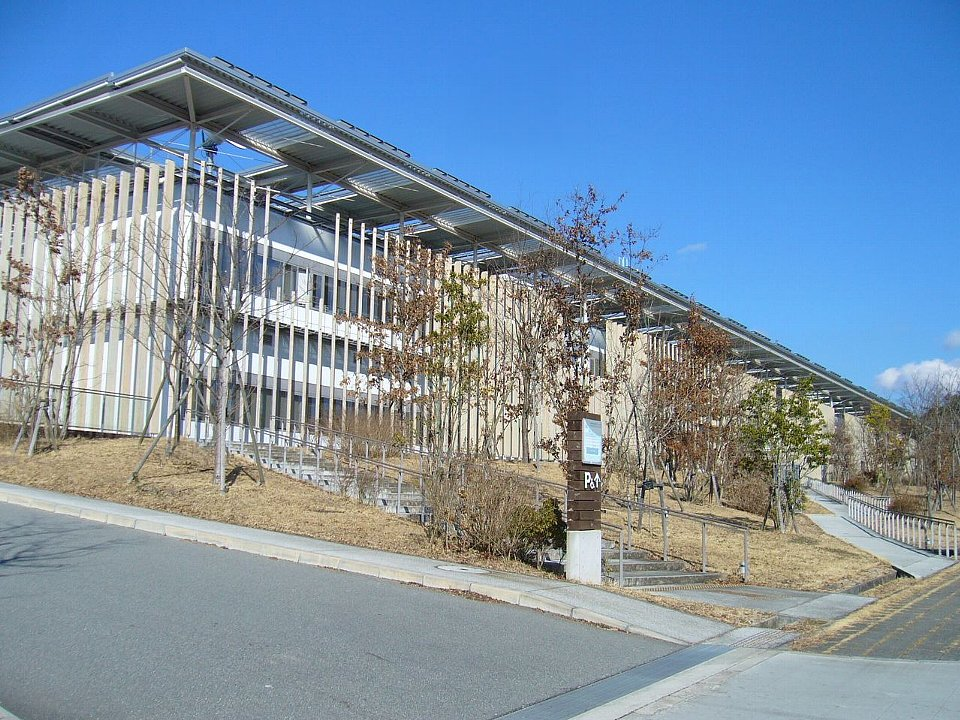
兵庫県西播磨総合庁舎

西播磨県民局（にしはりまけんみんきょく）は、日本の地方自治法155条に基づいて設置されている兵庫県の支庁。
所在地は赤穂郡上郡町（播磨科学公園都市）の西播磨総合庁舎で、たつの市に龍野庁舎を設置している。

## 概要
前身組織としていずれも1942年（昭和17年）に設置された揖保郡と佐用郡を管轄する龍野町の揖佐（いっさ）地方事務所、赤穂郡を管轄する赤穂町の赤穂地方事務所、宍粟郡を管轄する山崎町の宍粟地方事務所が認められる。
1975年（昭和50年）からは、3地方事務所が管轄していた地域は姫路市に設置された西播磨県民局（第1次）の管轄となる。
2000年（平成12年）には県民局の数を6局から10局に増設する県民局設置条例の改正が行われ、従来の西播磨県民局管轄地域を西播磨と中播磨に分割することとなり、2001年（平成13年）4月1日に分割前の県民局の名称を継承した西播磨県民局（第2次）が揖保郡新宮町（現たつの市)、赤穂郡上郡町、佐用郡三日月町（現佐用町）にまたがる播磨科学公園都市に新設された。
2014年（平成26年）4月に実施された組織再編では、光都土木事務所のまちづくり建築課と光都農林水産振興事務所の水産漁港課の業務が中播磨県民センター（旧県民局）に移管され、中播磨県民センターから環境課が西播磨県民局県民交流室に移管された。

## 管轄市町
- 相生市
- たつの市
- 赤穂市
- 宍粟市
- 揖保郡
  - 太子町
- 赤穂郡
  - 上郡町
- 佐用郡
  - 佐用町

兵庫県県民局及び県民センターの管轄区域図。点線は旧・摂津国、丹波国、播磨国、但馬国、淡路国、備前国、美作国の国境（幕末期）。

県民局の発足当初は宍粟郡安富町を管轄区域に含んでいたが、同町が2006年（平成18年）3月27日を以て姫路市に編入されたため境界変更が行われ、旧町域（姫路市安富町）は中播磨県民局→県民センターの管轄下となっている。

## 組織
健康福祉事務所は他の都道府県における保健所に相当する。

### 西播磨総合庁舎
- 総務企画室
- 県民交流室
  - 元気づくり参事
  - 西播磨消費生活センター
- 光都農林振興事務所
  - 光都農業改良普及センター
  - 光都土地改良センター
- 光都土木事務所

### 龍野庁舎
- 龍野県税事務所
- 龍野土木事務所
- 龍野健康福祉事務所
- 龍野農業改良普及センター

### その他の施設
- 赤穂健康福祉事務所
- 龍野土木事務所宍粟事業所
- 光都土木事務所河川復興室（佐用町）

## 所在地・交通アクセス
西播磨総合庁舎
- 兵庫県赤穂郡上郡町光都2-25 郵便番号 678-1205

山陽本線 相生駅または姫新線 播磨新宮駅よりウエスト神姫バス「スプリング8」行きに乗り西播磨総合庁舎西バス停で下車。
龍野庁舎
- 兵庫県たつの市龍野町富永字田井屋畑1311-3 郵便番号 679-4167

姫新線 本竜野駅より徒歩10分、タクシー5分またはコミュニティバス 南北連結ルート「新舞子ガーデニングホテル」行き、龍野・神岡「右回り」、龍野循環ルートに乗車後兵庫県龍野庁舎前バス停にて下車、約6分。